# Lord of Mysteries
Lord of Mysteries (chinois : 诡秘之主, Guǐ Mì Zhī Zhǔ) est un roman web chinois de Cuttlefish That Loves Diving, sérialisé sur Qidian du 1er avril 2018 au 1er mai 2020. L’œuvre mêle esthétique steampunk, éléments de fantastique lovecraftien et fantasy « xuanhuan » dans un monde inspiré de l’ère victorienne. Elle est ensuite publiée en volumes imprimés en Chine, puis traduite en anglais — diffusion en ligne chez Webnovel et édition imprimée chez Yen On à partir du 29 juillet 2025. Une adaptation en manhua débute en 2020, une nouvelle adaptation paraît en 2025 sur AC.QQ, et une donghua produite par B.CMay Pictures est diffusée depuis le 28 juin 2025 sur WeTV et Crunchyroll.

## Synopsis
L’action débute en 1349 du « Cinquième Éon ». Zhou Mingrui, un étudiant chinois, se réincarne dans le corps de Klein Moretti, un jeune diplômé universitaire d’un monde rappelant la fin de l’époque victorienne. Confronté à un univers où la science coexiste avec des arts occultes, il tente de comprendre l’origine de sa transmigration, adopte un rôle d’entité mystérieuse et fonde le « Club du Tarot », tout en menant l’enquête sur la mort suspecte de Klein et en gravissant les échelons de l’ésotérisme.

## Univers et thématiques
L’univers mêle industrialisation, technologies à vapeur, conspirations occultes et cosmogonie crépusculaire, à la manière d’un rétrofuturisme victorien. L’ésotérisme du monde repose sur des « potions » conférant des pouvoirs au prix de risques de « perte de contrôle ». Ces pouvoirs suivent des « séquences » numérotées : progresser vers des numéros faibles accroît les capacités, jusqu’à des états quasi divins, mais au risque de déshumanisation. Les « voies » (pathways) correspondent chacune à un ensemble cohérent de pouvoirs et de rituels (divination, mascarade, ordre, connaissance interdite, etc.). Le récit utilise l’iconographie du tarot (notamment la figure du « Fou ») et des sociétés secrètes, tout en jouant sur la paranoïa et l’incertitude propres au fantastique lovecraftien.

## Club du Tarot
Le Club du Tarot est une société secrète introduite dès le début du récit et présentée dans les premiers épisodes de l’adaptation animée. Ses membres se réunissent sous des pseudonymes inspirés des arcanes majeurs (par exemple « le Fou »), ce qui préserve l’anonymat et la sécurité. Le Club sert d’instance de médiation et d’échange d’informations : chaque membre peut solliciter de l’aide, proposer des services ou partager des indices sur des affaires occultes, en échange de contreparties convenues. Les réunions obéissent à une étiquette rituelle (prise de parole tour à tour, absence d’échanges d’identités civiles, respect des promesses), ce qui contribue à un climat de confiance symbolique malgré la clandestinité. 
Sur le plan thématique, le dispositif renforce la dimension spirituelle de la série : l’adoption d’un nom arcane et la mise à distance de l’ego « profane » invitent à l’introspection et à une forme d’ascèse — l’individu s’engage à agir selon un rôle et une voie, plutôt qu’au gré d’impulsions personnelles.

## Voies ésotériques et chemin vers la «séquence 0»
Le système occulte repose sur des voies (pathways) subdivisées en séquences numérotées décroissantes. Les Beyonders gagnent en puissance à mesure qu’ils abaissent leur numéro de séquence, chaque étape nécessitant l’assimilation d’une potion correspondante et une discipline de conduite en accord avec la voie — faute de quoi guette la perte de contrôle. Les premiers épisodes exposent ce principe général sans dévoiler les développements ultérieurs. Dans la diégèse, la séquence 0 incarne l’aboutissement du chemin, associé à un état quasi divin ; le parcours est décrit comme un itinéraire de transformation intérieure autant qu’une progression de capacités, où maîtrise de soi, connaissance de son « rôle » et rituels structurent l’élévation.

## Publication

### Sérialisation en ligne
Sérialisé sur Qidian du 1er avril 2018 au 1er mai 2020 (chapitres en chinois).

### Éditions imprimées (zh)
Publication en volumes par China Literature (à partir de 2020).

### Éditions et traductions en anglais
Traduction anglaise en ligne sur Webnovel (China Literature).  
Édition imprimée anglaise chez Yen On (imprint de Yen Press) :
- Vol. 1 : The Clown, Part I (29 juillet 2025), ISBN 979-8855413779[4].
- Vol. 2 : The Clown, Part II (9 décembre 2025), ISBN 979-8855414271[11].

Notices : WorldCat (OCLC 1517658409) ; Library of Congress (édition Yen On, 2025).

### Suite
Une suite intitulée Circle of Inevitability (诡秘之主·宿命之环) est sérialisée sur Qidian.

## Adaptations

### Manhua
Une première adaptation en manhua est lancée le 21 janvier 2020 sur Bilibili Manhua ; une version anglaise est proposée par Webnovel.  
Une nouvelle adaptation débute en 2025 sur AC.QQ (Tencent Comics).

### Donghua (série d’animation)
Une adaptation animée produite par B.CMay Pictures (réalisation : Ke Xiong ; scénario : Yuan Ye) est lancée avec un double épisode spécial le 28 juin 2025. La série est diffusée en Chine sur WeTV et à l’international sur Crunchyroll.

## Jeu vidéo
Un RPG multi-plateforme intitulé Lord of the Mysteries, développé sous Unreal Engine 5 par Spark Nexa, a été présenté lors du Tokyo Game Show 2024.

## Réception
L’œuvre a rencontré un lectorat massif en Chine comme à l’international ; elle a notamment été mise en avant lors du Bangkok International Book Fair 2020. Une publication académique de 2023 analyse les échanges interculturels dans les espaces de commentaires transmédiatiques autour de la série. Plus largement, des romans web chinois de Qidian ont commencé à entrer dans des institutions comme la British Library.